# Fritz Lauscher
Fritz Lauscher (* 22. Februar 1908 in Wien; † 30. November 1996 ebenda) war ein österreichischer Politiker (KPÖ) und Kesselschmied. Lauscher war von 1954 bis 1959 Abgeordneter zum Landtag von Niederösterreich.
Lauscher war beruflich als Kesselschmied tätig und war ab 1929 Partei-Instruktor der Kommunistischen Partei. Er verbrachte insgesamt zehn Jahre in politischer Haft und wurde zwischen 1938 und 1945 im KZ Dachau inhaftiert. Nach dem Zweiten Weltkrieg war Lauscher von 1945 und 1968 beruflich als Angestellter bei der KPÖ beschäftigt. Lauscher war zudem von 1948 bis 1953 Vorstand-Stellvertreter des ÖGB Niederösterreich sowie von 1949 bis 1964 Mitglied der Landesexekutive und Vizepräsident der Arbeiterkammer Niederösterreich. Lauscher vertrat die KPÖ zwischen dem 10. November 1954 und dem 4. Juni 1959 im Niederösterreichischen Landtag. Er wurde am Friedhof Mauer bestattet.